# Nużeniec psi
Nużeniec psi (Demodex canis) – pasożyt z rzędu roztoczy.
Długość ciała 0,25-0,30 mm, szerokość ok. 0,04 mm. W przedniej części ciała 4 pary krótkich nóg. Odwłok wydłużony z poprzecznym prążkowaniem, w tylnej części zwężony. Żywicielem jest pies. Całkowity rozwój trwa ok. 3 tygodni. Do zapłodnienia dochodzi na powierzchni skóry. Bytuje w mieszkach włosowych i gruczołach łojowych. Spotykane również w węzłach chłonnych.
Wywołuje u psów chorobę zwaną nużycą lub demodekozą.
Nie jest gatunkiem zoonotycznym, czyli nie stanowi zagrożenia dla człowieka.